# Debremarcos
Debremarcos är en flygplats i Etiopien. Den ligger i den centrala delen av landet, 190 km nordväst om huvudstaden Addis Abeba. Debremarcos ligger 2 476 meter över havet.
Terrängen runt Debremarcos är platt åt nordost, men åt sydväst är den kuperad. Runt Debremarcos är det ganska tätbefolkat, med 149 invånare per kvadratkilometer. Närmaste större samhälle är Debre Mark'os, 1,8 km öster om Debremarcos. Omgivningarna runt Debremarcos är huvudsakligen savann.